# Engelbert Buxbaum
Engelbert Buxbaum (* 6. Februar 1831 in Dirlewang; † 5. September 1911 in Augsburg) war Maschinenbauer und Mitglied des Deutschen Reichstags.

## Leben
Buxbaum besuchte die Volksschule und absolvierte eine Lehre als Schlosser. Er unternahm umfangreiche Reisen, bei denen er sich außer in seinem Gewerbe hauptsächlich in der Mechanik und in den einschlägigen Fachschulen ausbildete. 1851 gründete er eine Bauschlosserei, die ab 1859 landwirtschaftliche Maschinen herstellte (ab 1869 auch Dresch- und Futterschneidemaschinen).
1883 ging sein Geschäft in die Epple und Buxbaum AG ein, in welcher er als Aktionär beteiligt war und als Aufsichtsrat fungierte.
Von 1884 bis 1890 war er Mitglied des Deutschen Reichstags für den Wahlkreis Schwaben 5 (Kaufbeuren, Mindelheim, Oberdorf, Füssen) und die Deutsche Zentrumspartei.
Zwischen 1887 und 1892 war er auch Mitglied der Bayerischen Kammer der Abgeordneten.